# Montegrotto Terme
Montegrotto Terme ist nach Abano Terme mit 11.477 Einwohnern (Stand 31. Dezember 2023) die zweitgrößte Stadt im euganeischen Thermengebiet in der italienischen Provinz Padua. Die Stadt grenzt im Norden an Abano, mit dem es in den letzten Jahrzehnten schon fast zusammengewachsen ist. Sie liegt östlich der Euganeischen Hügel und reicht an die ersten Hügelausläufer heran. Die Entfernung nach Venedig beträgt 45 Kilometer. Padua liegt 12 Kilometer nördlich von Montegrotto.
Ausgrabungen im Stadtgebiet beweisen, dass bereits während der römischen Kaiserzeit mehrere kostbar ausgestattete Bäderanlagen bestanden haben, die zur Nutzung der hier aus der Tiefe hervortretenden Thermalwässer errichtet worden sind. Es gibt auch Hinweise darauf, dass schon in vorrömischer Zeit Badeanlagen bestanden haben. Der Name Montegrotto leitet sich aus der lateinischen Bezeichnung „Mons Aegrotorum“ (Berg der Kranken) ab. Im Mittelalter hieß der Ort „San Pietro Montagnon“, wahrscheinlich abgeleitet vom Namen des Herrschergeschlechts Montagnone.
Die Verwaltung von Montegrotto erfuhr im Laufe der Zeit viele Veränderungen. Im Jahre 1921 wurde das Gebiet zu einer Gemeinde namens S.Pietro Montagnon erklärt. 1934 wurde der Name in Montegrotto geändert, da die Eisenbahnstation an der Bahnstrecke Padua–Bologna bereits diesen Namen trug. Seit den 1950er Jahren wurde Montegrotto zu einem wichtigen Thermalzentrum mit derzeit 36 Thermalhotels. Neben italienischen Gästen besuchen viele ausländische Kurgäste, speziell solche aus Deutschland, aus der Schweiz und Österreich die Thermen von Montegrotto, vor allem um eine Linderung bei Rheumatismus- und Gelenksschmerzen zu erlangen. Das Thermalwasser lässt auch den Fango reifen, der ebenfalls gegen Rheumaerkrankungen und sonstige Erkrankungen des Bewegungsapparates und bei der Rehabilitation von Sportunfällen hilft.

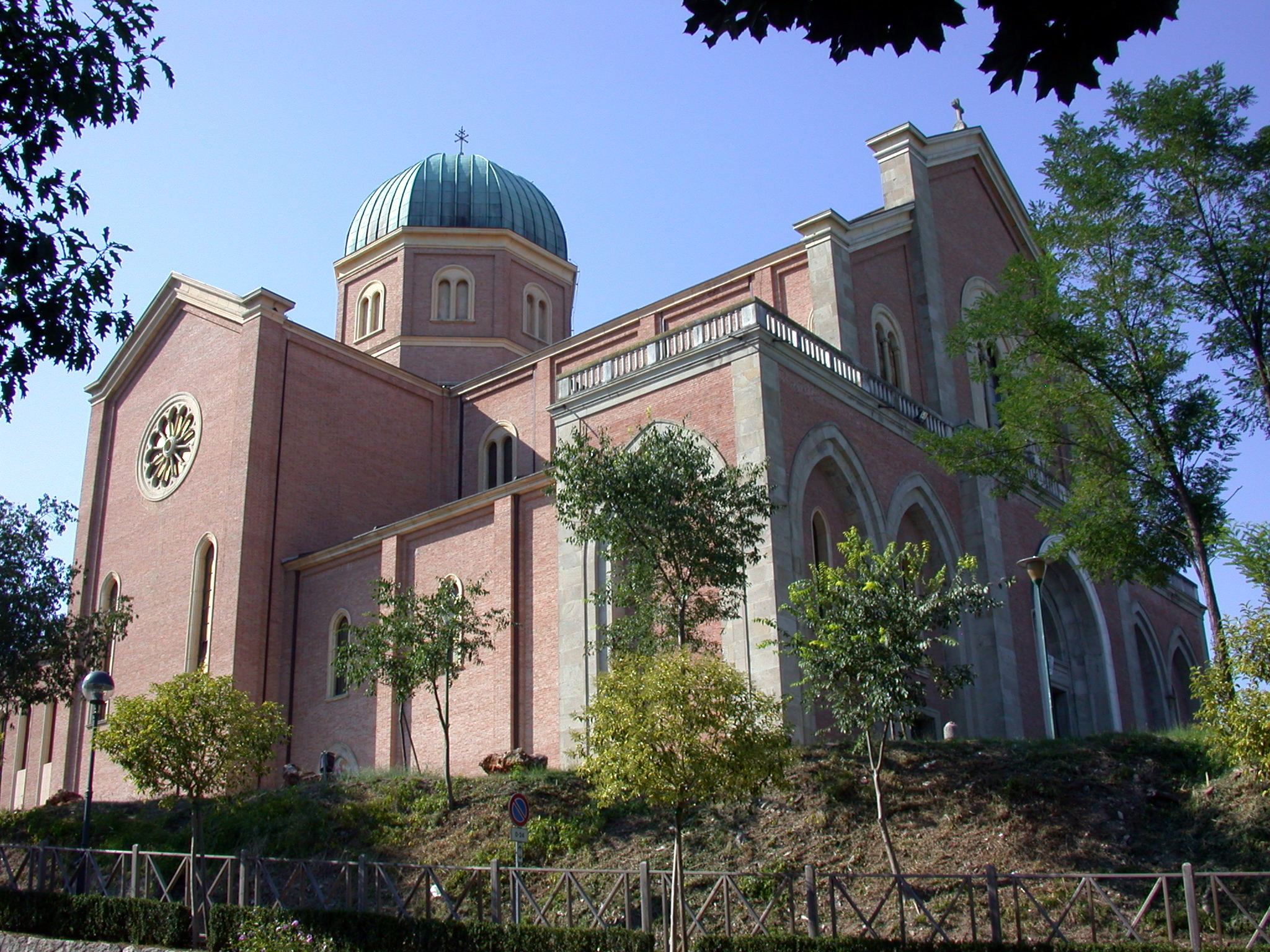
Duomo dei SS. Pietro e Paolo
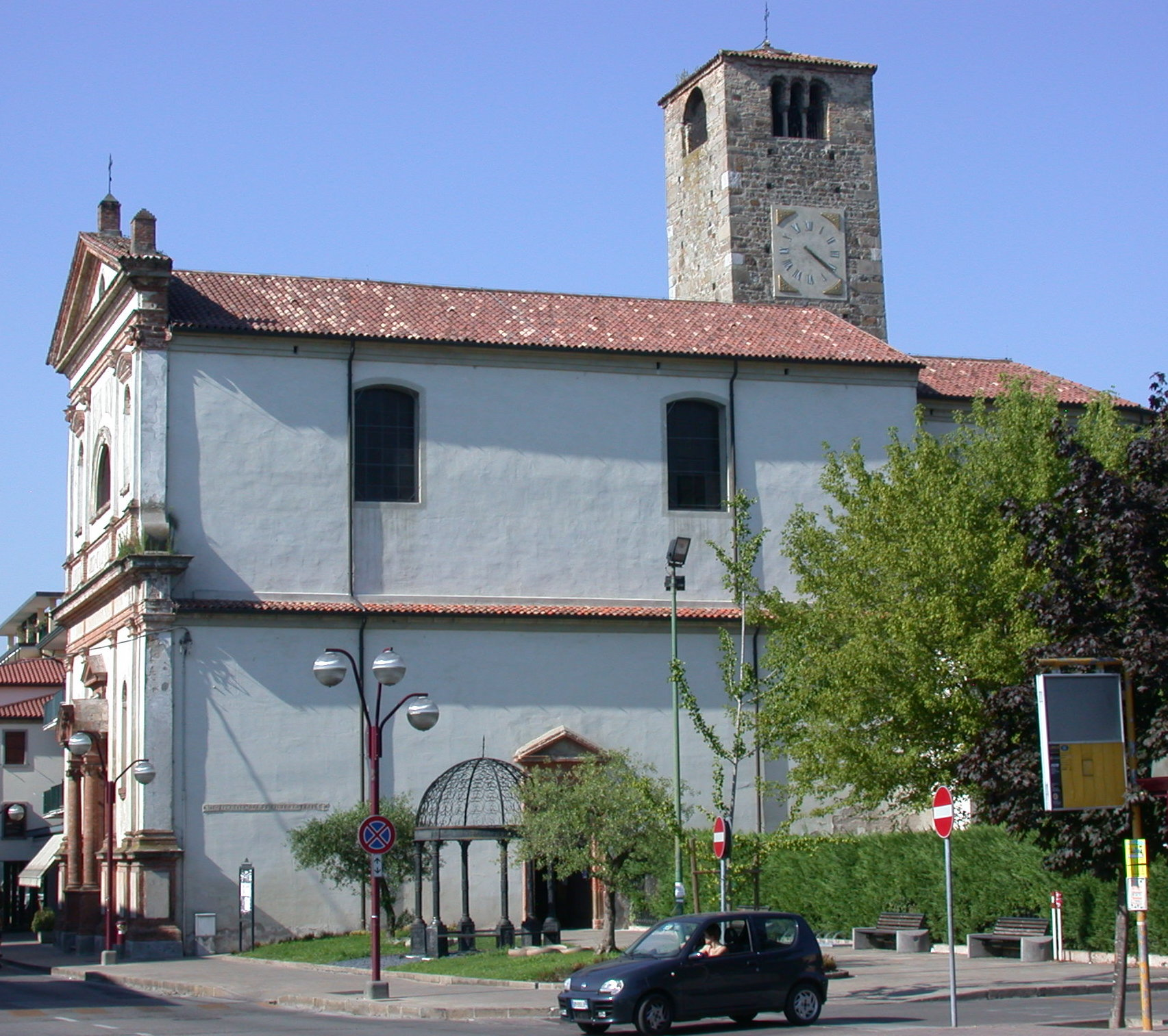
Oratorio della Madonna Nera
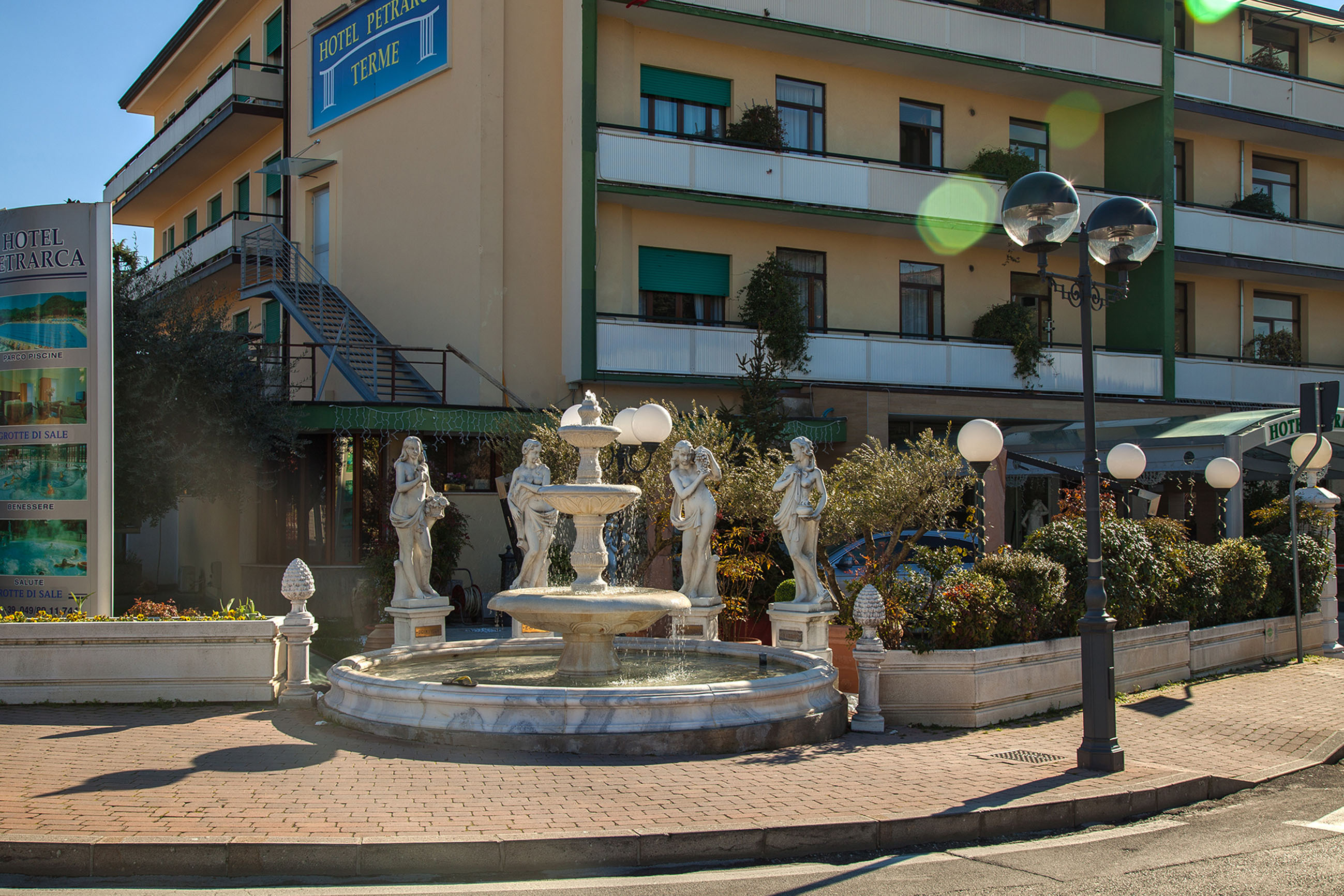
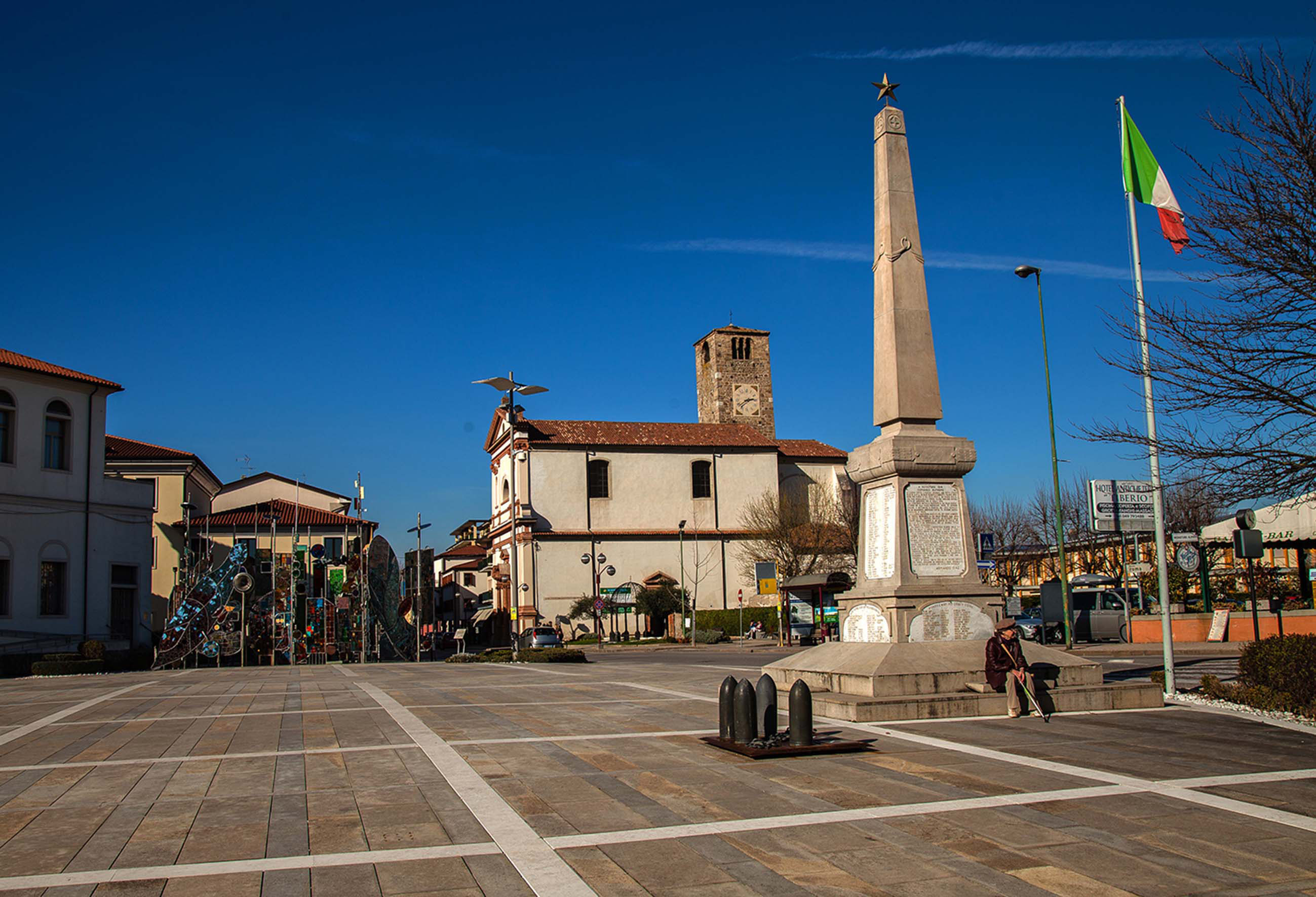
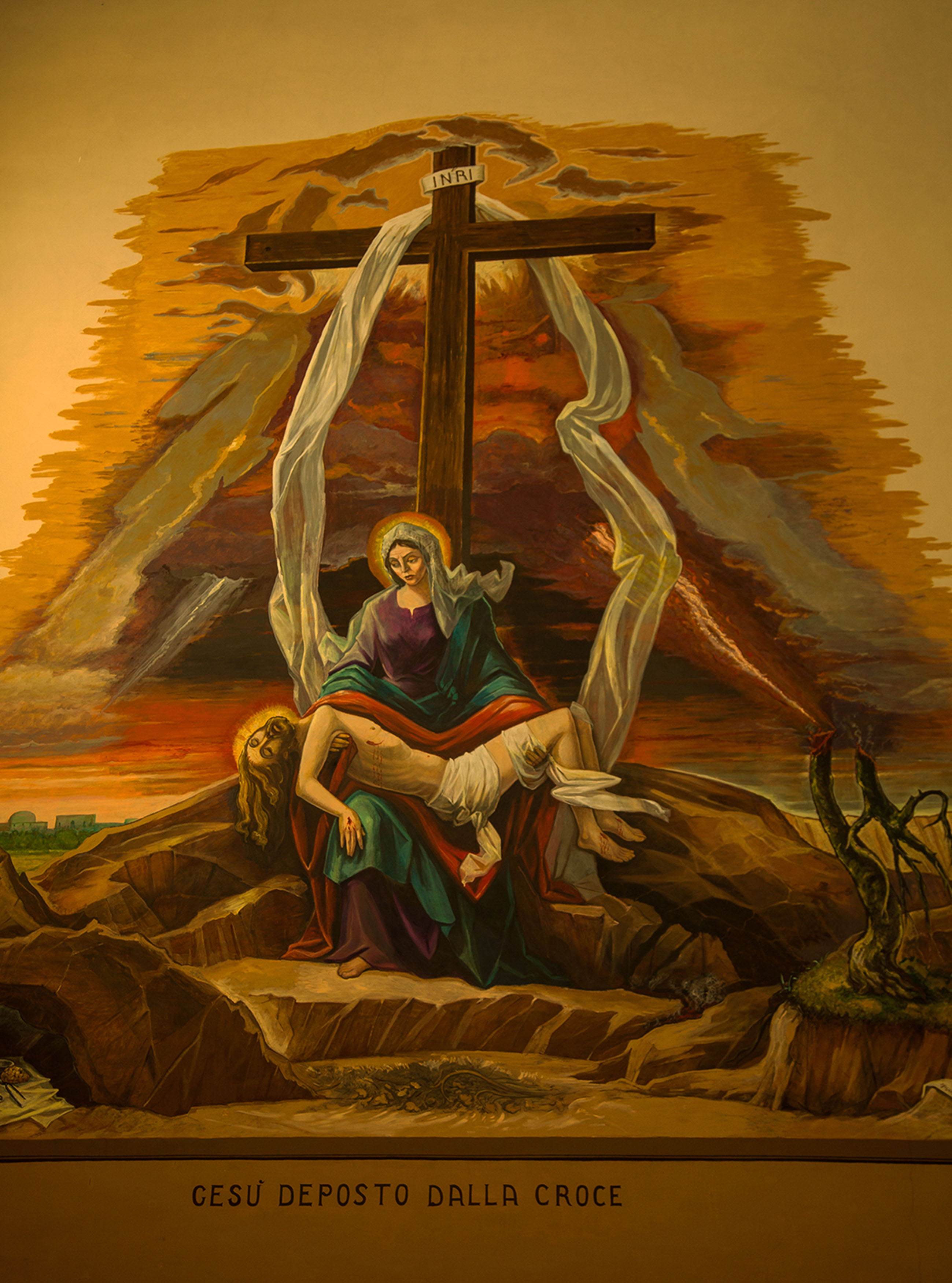
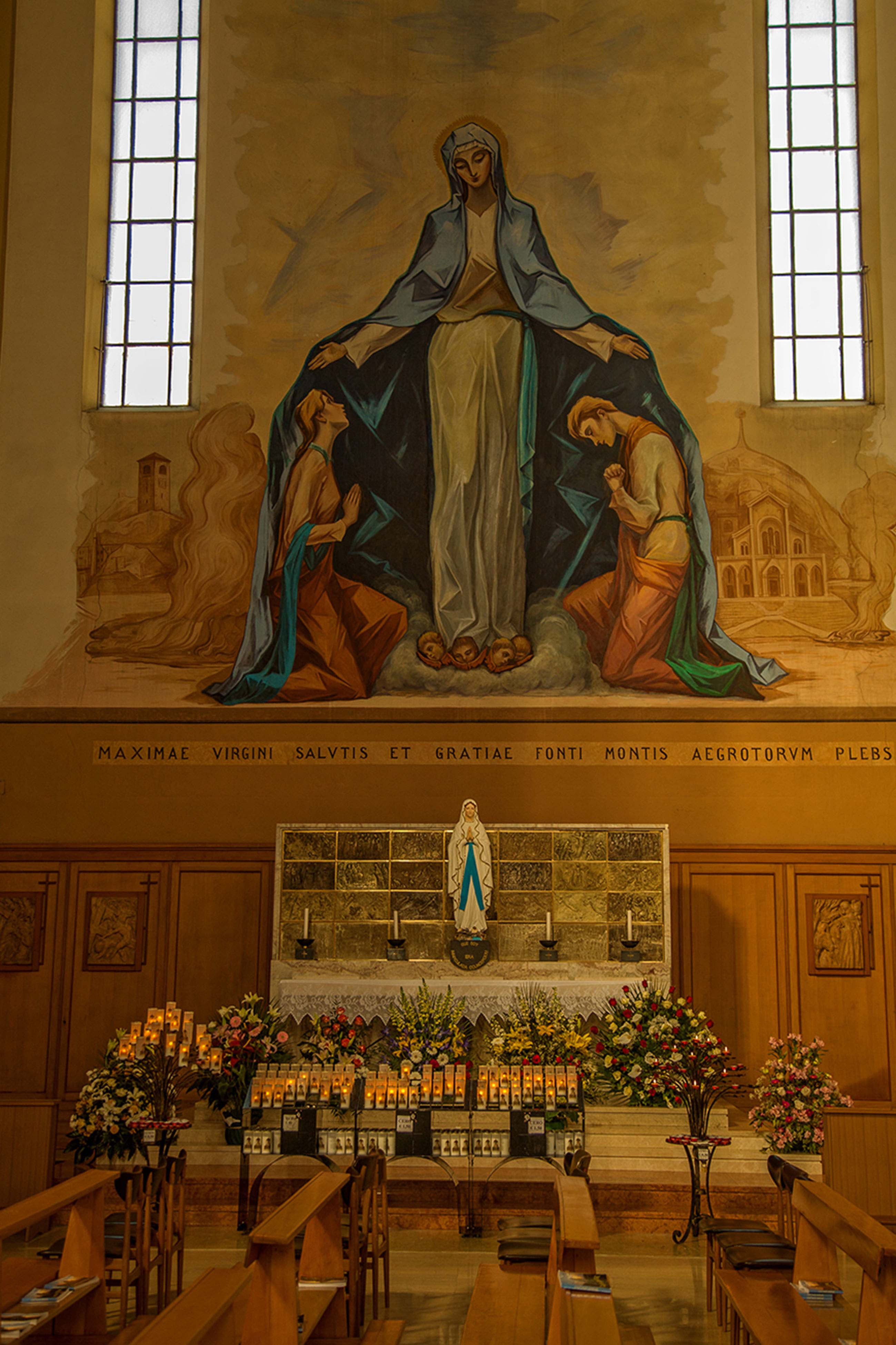
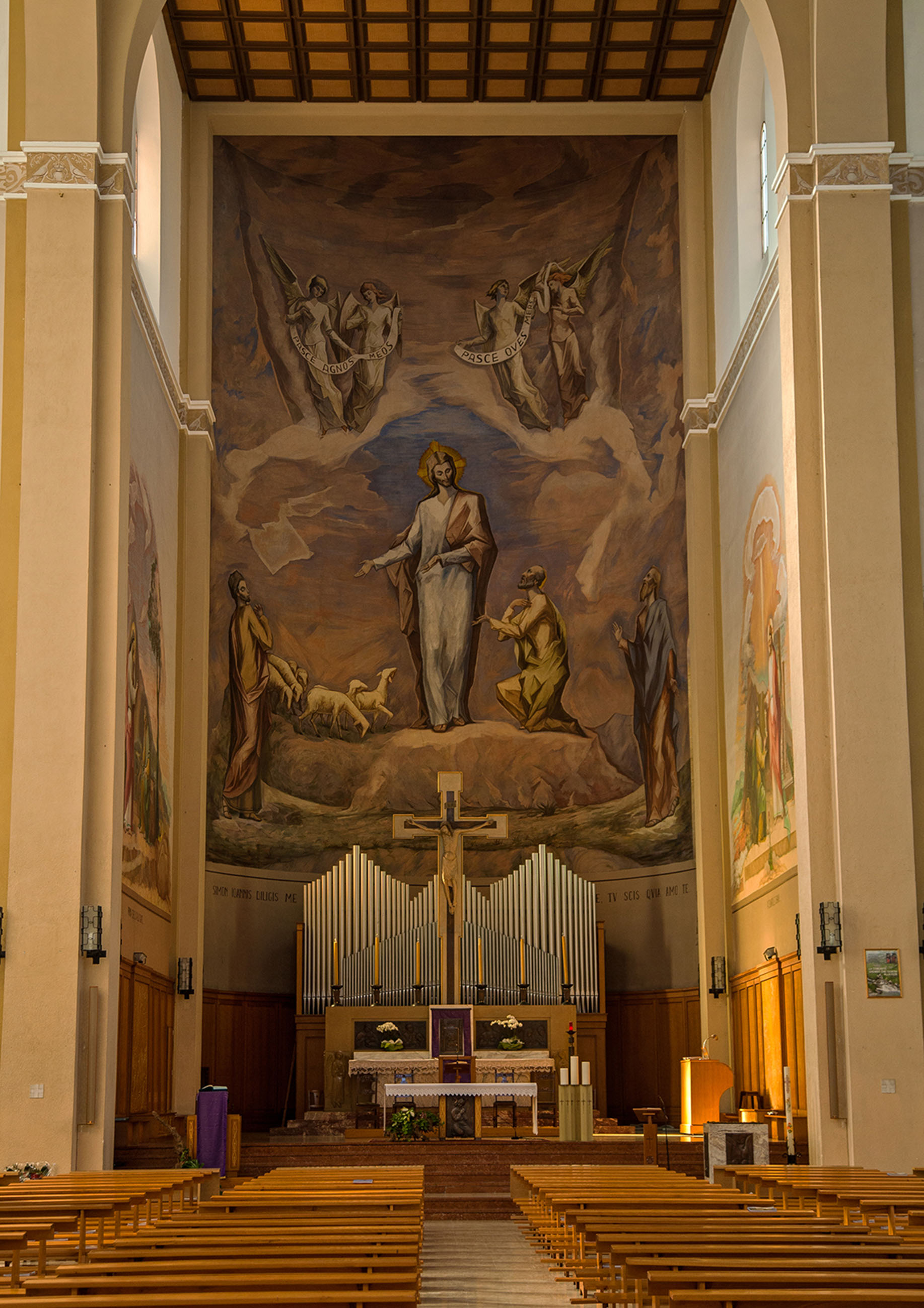
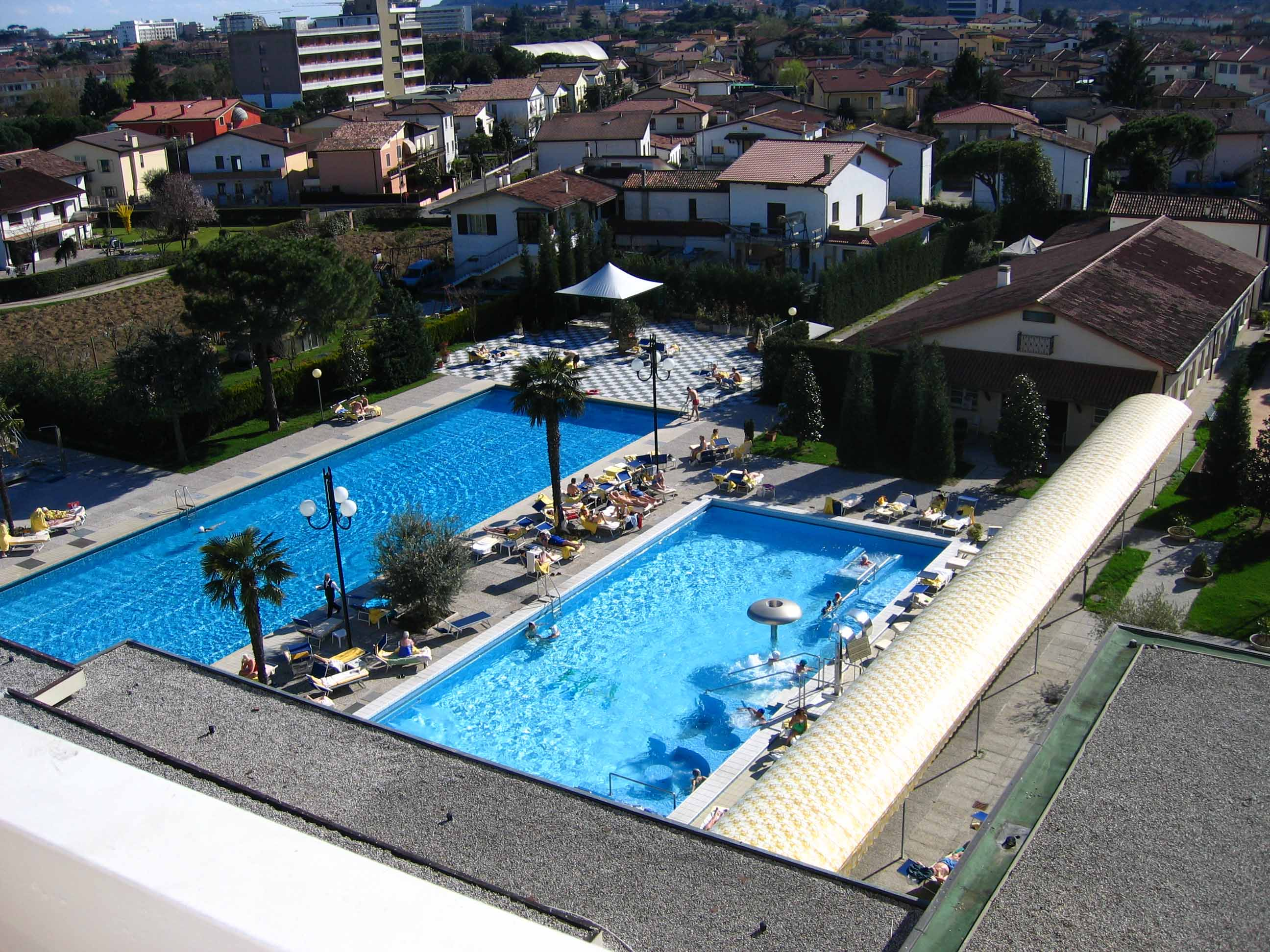
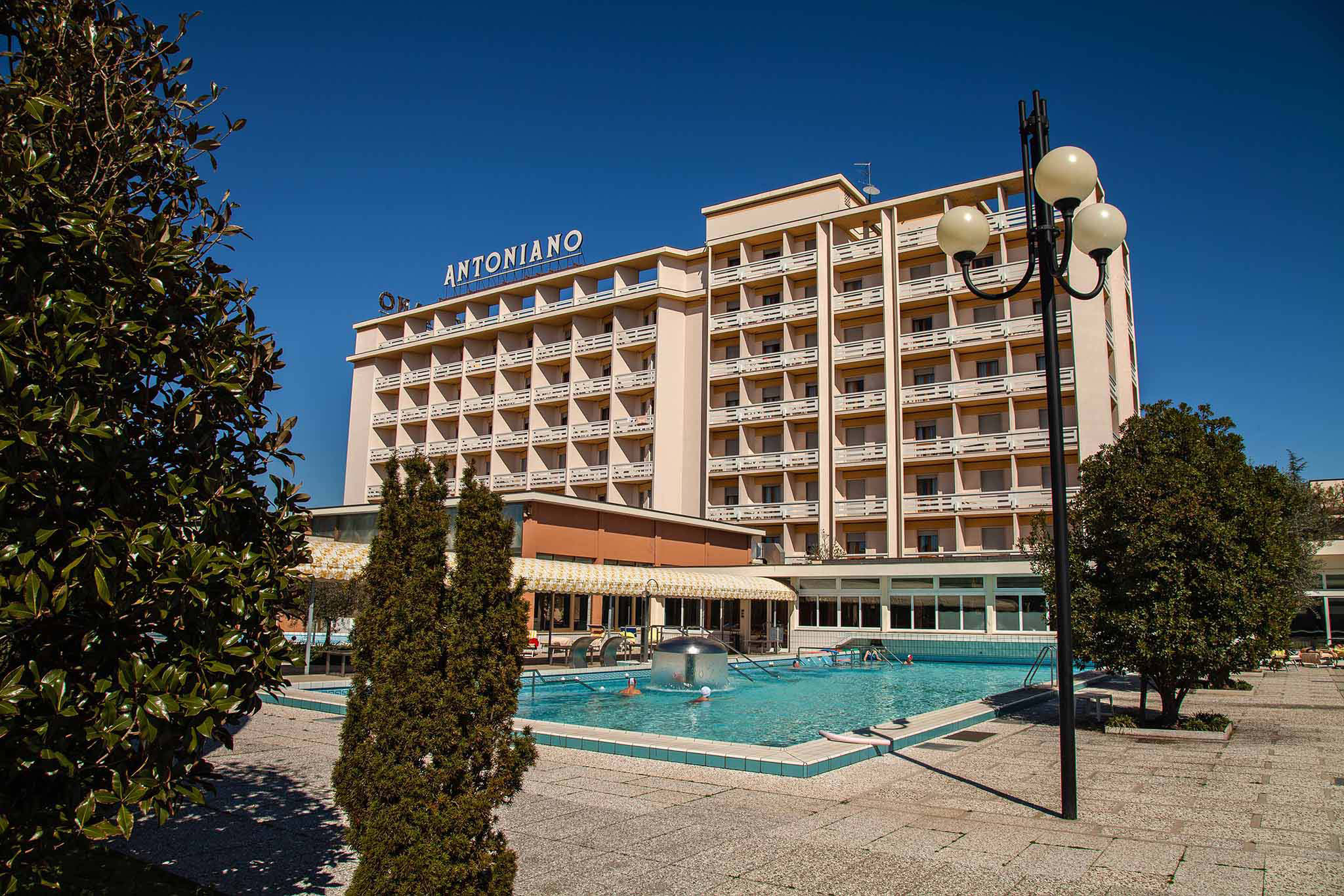
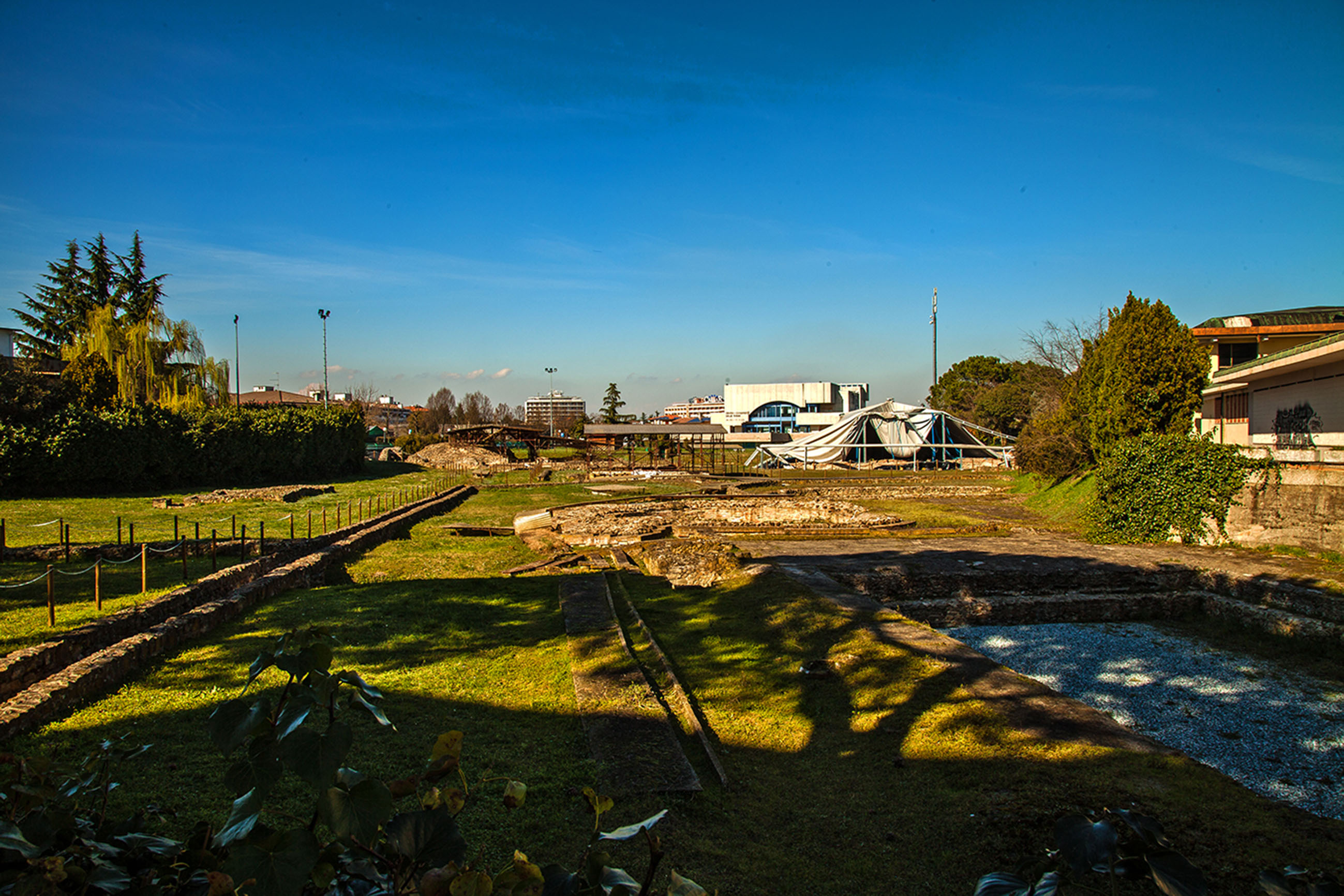

## Partnerschaften
- Berettyóújfalu (Ungarn)
- Mostar (Bosnien und Herzegowina)